# Hỏa thiêu Hồng Liên Tự
Hỏa thiêu Hồng Liên Tự (giản thể: 火烧红莲寺; phồn thể: 火燒紅蓮寺; bính âm: Huǒshāo Hóngliánsì)  là một bộ phim câm dài tập bị thất lạc của Trung Quốc do Chương Thạch Xuyên đạo diễn, được nhiều người coi là cha đẻ của nền điện ảnh Trung Quốc. Bộ phim được chuyển thể từ cuốn tiểu thuyết trường thiên Giang hồ kỳ hiệp truyện của tiểu thuyết gia Bình Giang Bất Tiếu Sinh.

## Tổng quan
Nó được công chiếu lần đầu tại Nhà hát lớn Trung ương Thượng Hải vào ngày 13 tháng 5 năm 1928. Bộ phim này đã tạo nên cơn sốt phim võ hiệp đầu tiên trong lịch sử điện ảnh Trung Quốc, 18 tập được quay trong ba năm, chính phủ muốn ngăn chặn vì sợ trẻ em bỏ nhà lên núi học đạo. Giả Lỗi Lỗi, phó giám đốc Sở Nghiên cứu Điện ảnh Viện Nghiên cứu Nghệ thuật Trung Quốc, tin rằng "trước Hỏa thiêu Hồng Liên Tự, đã có những bộ phim võ hiệp như Xa trung đạo và Vương thị tứ hiệp trong thập niên 1920 nhưng chúng không có tác động lớn, và Hỏa thiêu Hồng Liên Tự đã đưa thị trường phim võ hiệp lên đến đỉnh cao sáng tạo.
Nhân vật chính của phim là nữ chính Hồng Cô và con trai tên Trần Kế Chí từng đi theo Thẩm Thê Hà học đạo thuật, hảo hán giang hồ vì nữ chính thích mặc đồ màu đỏ nên mới gọi cô ấy là Hồng Cô.
Hỏa thiêu Hồng Liên Tự, gồm 16 phần, là một trong những bộ phim dài nhất từng được sản xuất và là bộ phim phát hành chính dài nhất, tổng cộng dài 27 giờ. Quá trình sản xuất phim của hãng Công ty Điện ảnh Minh Tinh được phát hành thành 19 phần dài từ năm 1928 đến năm 1931. Không có bản sao nào còn sót lại. Cơn sốt loạt phim này cuối cùng đã khiến Quốc dân Đảng phải ra lệnh cấm tất cả các phim kiếm hiệp vào đầu thập niên 1930 vì võ hiệp bị cho là kích động tình trạng xáo trộn và nổi loạn.